# Grandin (North Dakota)
Grandin is een plaats (city) in de Amerikaanse staat North Dakota, en valt bestuurlijk gezien onder Cass County en Traill County.

## Demografie
Bij de volkstelling in 2000 werd het aantal inwoners vastgesteld op 181.
In 2006 is het aantal inwoners door het United States Census Bureau geschat op 164, een daling van 17 (-9,4%).

## Geografie
Volgens het United States Census Bureau beslaat de plaats een oppervlakte van
0,4 km², geheel bestaande uit land. Grandin ligt op ongeveer 273 m boven zeeniveau.

## Geboren in Grandin
- Clyfford Still (1904-1980), kunstschilder

## Plaatsen in de nabije omgeving
De onderstaande figuur toont nabijgelegen plaatsen in een straal van 20 km rond Grandin.